# Saison 2021-2022 du Stade toulousain
Cette page présente la saison 2021-2022 du Stade toulousain en Top 14 et en Coupe d'Europe.
L'intersaison 2021 est notamment marquée par le départ de Cheslin Kolbe, ailier sud-africain champion du monde, après le rachat de ses deux dernières années de contrat par le Rugby club toulonnais. Jerome Kaino arrête sa carrière et intègre l'encadrement technique du club.

## Transferts

### Prêts
Guillaume Marchand est prêté au Lyon olympique universitaire rugby en Top 14. Le jeune demi de mêlée Théo Idjellidaine et le pilier gauche Maxime Duprat sont prêtés pour un an au SU Agen, relégué en Pro D2,. Thibaut Hamonou est lui prêté à la Section paloise (Top 14).

### Départs
Yoann Huget et Jerome Kaino prennent leur retraite sportive à l'issue de la saison 2020-2021,. Kaino reste cependant au club puisqu'il intègre le staff de l'équipe espoir.
Clément Castets s'engage au Stade français, Louis-Benoît Madaule retourne à Narbonne et Maxime Marty rejoint l'US Carcassonne.
L'ailier international et champion du monde sud-africain Cheslin Kolbe rejoint le RC Toulon contre une somme d'environ 1 à 1,5 million d'euros.

### Arrivées
Au niveau des arrivées, le Castrais et international français Anthony Jelonch rejoint le Stade toulousain où il s'engage jusqu'en 2024. Aussi le l'international samoan Tim Nanai-Williams arrive en provenance de l'ASM Clermont. Il est recruté pour sa polyvalence qui lui permet de jouer à tous les postes des lignes arrières et signe un contrat de deux saisons.

## Équipe professionnelle

### Effectif
| Nom                 | Poste                  | Naissance         | Nationalité sportive | Sélections (points) | Club précédent        | Arrivée au club (année) |
| ------------------- | ---------------------- | ----------------- | -------------------- | ------------------- | --------------------- | ----------------------- |
| David Ainu'u        | Pilier                 | 20 novembre 1999  | États-Unis           | 11 (0)              | Formé au club         | 2018                    |
| Dorian Aldegheri    | Pilier                 | 4 août 1993       | France               | 8 (0)               | Formé au club         | 2013                    |
| Cyril Baille        | Pilier                 | 15 septembre 1993 | France               | 28 (5)              | Formé au club         | 2012                    |
| Charlie Faumuina    | Pilier                 | 24 décembre 1986  | Nouvelle-Zélande     | 50 (20)             | Blues                 | 2017                    |
| Rodrigue Neti       | Pilier                 | 28 avril 1995     | France               | 2 (0)               | Formé au club         | 2014                    |
| Paulo Tafili        | Pilier                 | 15 février 1996   | France               | -                   | Formé au club         | 2019                    |
| Guillaume Cramont   | Talonneur              | 29 décembre 2000  | France               | -20 ans             | US Dax                | 2019                    |
| Julien Marchand     | Talonneur              | 10 mai 1995       | France               | 15 (0)              | Formé au club         | 2014                    |
| Peato Mauvaka       | Talonneur              | 10 janvier 1997   | France               | 6 (0)               | Formé au club         | 2014                    |
| Richie Arnold       | Deuxième ligne         | 1er juillet 1990  | Australie            | -                   | Yamaha Júbilo         | 2019                    |
| Rory Arnold         | Deuxième ligne         | 1er juillet 1990  | Australie            | 26 (0)              | Brumbies              | 2019                    |
| Thibaud Flament     | Deuxième ligne         | 29 avril 1997     | France               | -                   | Wasps                 | 2020                    |
| Emmanuel Meafou     | Deuxième ligne         | 12 juillet 1998   | Australie            |                     | NSW Country Eagles    | 2019                    |
| Iosefa Tekori       | Deuxième ligne         | 17 décembre 1983  | Samoa                | 40 (20)             | Castres olympique     | 2013                    |
| François Cros       | Troisième ligne aile   | 25 mars 1994      | France               | 8 (0)               | Formé au club         | 2016                    |
| Rynhardt Elstadt    | Troisième ligne aile   | 20 décembre 1989  | Afrique du Sud       | 2 (0)               | Stormers              | 2017                    |
| Anthony Jelonch     | Troisième ligne aile   | 28 juillet 1996   | France               | 11 (0)              | Castres olympique     | 2021                    |
| Antoine Miquel      | Troisième ligne aile   | 20 juin 1994      | France               | -                   | SU Agen               | 2019                    |
| Alban Placines      | Troisième ligne aile   | 23 avril 1993     | France               | -20 ans             | Biarritz olympique    | 2018                    |
| Yannick Youyoutte   | Troisième ligne aile   | 30 août 1999      | France               | -                   | Formé au club         | 2020                    |
| Selevasio Tolofua   | Troisième ligne centre | 31 mai 1997       | France               | 1 (0)               | Formé au club         | 2016                    |
| Alexi Balès         | Demi de mêlée          | 30 septembre 1990 | France               | -20 ans             | Stade rochelais       | 2020                    |
| Antoine Dupont      | Demi de mêlée          | 15 novembre 1996  | France               | 32 (50)             | Castres olympique     | 2017                    |
| Baptiste Germain    | Demi de mêlée          | 21 novembre 2000  | France               | -20 ans             | Union Bordeaux Bègles | 2020                    |
| Zack Holmes         | Demi d'ouverture       | 30 mai 1990       | Australie            | à 7                 | Stade rochelais       | 2017                    |
| Tim Nanai-Williams  | Demi d'ouverture       | 12 juin 1989      | Samoa                | 16 (37)             | ASM Clermont          | 2021                    |
| Romain Ntamack      | Demi d'ouverture       | 1er mai 1999      | France               | 20 (138)            | Formé au club         | 2017                    |
| Pita Ahki           | Centre                 | 24 septembre 1992 | Nouvelle-Zélande     | à 7                 | Connacht              | 2018                    |
| Santiago Chocobares | Centre                 | 31 mai 1999       | Argentine            | 2 (0)               | Jaguares              | 2021                    |
| Pierre Fouyssac     | Centre                 | 17 mars 1995      | France               | -20 ans             | SU Agen               | 2018                    |
| Sofiane Guitoune    | Centre                 | 29 mars 1989      | France               | 9 (15)              | Union Bordeaux Bègles | 2016                    |
| Juan Cruz Mallía    | Centre                 | 11 septembre 1996 | Argentine            | 6 (10)              | Jaguares              | 2021                    |
| Lucas Tauzin        | Centre                 | 21 mai 1998       | France               | -20 ans             | Formé au club         | 2017                    |
| Arthur Bonneval     | Ailier                 | 31 mai 1995       | France               | -20 ans             | Formé au club         | 2013                    |
| Matthis Lebel       | Ailier                 | 25 mars 1999      | France               | -20 ans             | Formé au club         | 2018                    |
| Maxime Médard       | Arrière                | 16 novembre 1986  | France               | 63 (73)             | Formé au club         | 2004                    |
| Thomas Ramos        | Arrière                | 23 juillet 1995   | France               | 14 (30)             | Colomiers rugby       | 2013                    |

### Capitaine
Julien Marchand reste le capitaine habituel du Stade toulousain. Antoine Dupont, Maxime Médard et Iosefa Tekori sont les vice-capitaines en cas d'absence de Julien Marchand.

### Débuts professionnels
| Nom              | Poste                | Date             | Adversaire     | Stade                  | Âge    | Compétition | Matchs (points) |
| ---------------- | -------------------- | ---------------- | -------------- | ---------------------- | ------ | ----------- | --------------- |
| Ian Boubila      | Talonneur            | 31 octobre 2021  | Racing 92      | Paris La Défense Arena | 20 ans | Top 14      | 9 (0)           |
| Martin Page-Relo | Demi de mêlée        | 6 novembre 2021  | USA Perpignan  | Stade Ernest-Wallon    | 22 ans | Top 14      | 11 (5)          |
| Paul Ausset      | Troisième ligne aile | 27 novembre 2021 | CA Brive       | Stade Ernest-Wallon    | 22 ans | Top 14      | 2 (0)           |
| Nelson Epée      | Ailier               | 11 février 2022  | Stade Français | Stade Jean-Bouin       | 20 ans | Top 14      | 5 (5)           |

### Staff
Le staff d'encadrement de l'équipe professionnelle du Stade toulousain est celui-ci :

#### Entraîneurs
| Nom                | Rôle                                          | Nationalité sportive | Ancien club      | Ancienne fonction    | Ancien joueur du club | Année d'arrivée                 |
| ------------------ | --------------------------------------------- | -------------------- | ---------------- | -------------------- | --------------------- | ------------------------------- |
| Ugo Mola           | Manager, entraîneur principal                 | France               | SC Albi          | Entraîneur principal | Oui                   | 2015                            |
| Jean Bouilhou      | Entraîneur des avants                         | France               | US Montauban     | Entraîneur           | Oui                   | 2020                            |
| Clément Poitrenaud | Entraîneur des arrières                       | France               | Sharks           | Joueur               | Oui                   | 2017                            |
| Laurent Thuéry     | Entraîneur de la défense                      | France               | Stade toulousain | Analyste vidéo       | Oui                   | 2015                            |
| Virgile Lacombe    | Entraîneur assistant, responsable de la mêlée | France               | LOU rugby        | Joueur               | Oui                   | 2019                            |
| Jerome Kaino       | Entraîneur assistant, responsable des rucks   | Nouvelle-Zélande     | Stade toulousain | Joueur               | Oui                   | 2018 (joueur) 2021 (entraîneur) |
| Jérôme Cazalbou    | Manager du haut niveau                        | France               | Stade toulousain | Joueur               | Oui                   | 2018                            |

| - Philippe Izard (médecin) - Benoît Castéra (kinésithérapeute) - Bruno Jouan (kinésithérapeute, ostéopathe) - Michel Laurent (kinésithérapeute) - Frédéric Sanchez (ostéopathe) | - Allan Ryan (principal) - Sébastien Carrat (assistant) - Bernard Baïsse (assistant) - Florent Lokteff (assistant) - Zeba Traoré (réhabilitation) - Saad Drissi (responsable de la data) |

| - Frédérick Gabas (principal) - Étienne Quemin (assistant) - Vianney Fournil (assistant) | - Pierre Poiroux (coordinateur) - Stéphane Pons (responsable des équipements et logistique) |

## Calendrier et résultats

### Calendrier
| Date du match     | Heure      | Domicile              | Extérieur             | Score               | Lieu du match                   | Diffusion TV                      | Compétition                       | Classement |
| ----------------- | ---------- | --------------------- | --------------------- | ------------------- | ------------------------------- | --------------------------------- | --------------------------------- | ---------- |
| 27 août 2021      | 19:00 CEST | Stade toulousain      | RC Toulon             | 52 - 10             | Stade Nicolas-Kaufmann          | —                                 | Amical                            | —          |
| 5 septembre 2021  | 21:05 CEST | Stade rochelais       | Stade toulousain      | 16 - 20             | Stade Marcel-Deflandre          | Canal+                            | 01re journée de Top 14            | 6e         |
| 12 septembre 2021 | 21:05 CEST | Stade toulousain      | RC Toulon             | 41 - 10             | Stade Ernest-Wallon             | Canal+                            | 02e journée de Top 14             | 1er        |
| 18 septembre 2021 | 17:00 CEST | Montpellier HR        | Stade toulousain      | 15 - 17             | GGL Stadium                     | Canal+                            | 03e journée de Top 14             | 1er        |
| 26 septembre 2021 | 21:05 CEST | Stade toulousain      | ASM Clermont          | 27 - 15             | Stade Ernest-Wallon             | Canal+                            | 04e journée de Top 14             | 1er        |
| 2 octobre 2021    | 17:00 CEST | Biarritz olympique    | Stade toulousain      | 11 - 17             | Parc des sports d'Aguiléra      | Canal+                            | 05e journée de Top 14             | 1er        |
| 9 octobre 2021    | 17:00 CEST | Stade toulousain      | Section paloise       | 38 - 10             | Stade Ernest-Wallon             | Canal+                            | 06e journée de Top 14             | 1er        |
| 17 octobre 2021   | 21:05 CEST | Lyon OU               | Stade toulousain      | 25 - 19             | Matmut Stadium Gerland          | Canal+                            | 07e journée de Top 14             | 1er        |
| 23 octobre 2021   | 21:00 CEST | Stade toulousain      | Castres olympique     | 41 - 0              | Stade Ernest-Wallon             | Canal+                            | 08e journée de Top 14             | 1er        |
| 31 octobre 2021   | 21:05 CET  | Racing 92             | Stade toulousain      | 27 - 18             | Paris La Défense Arena          | Canal+                            | 09e journée de Top 14             | 2e         |
| 6 novembre 2021   | 14:45 CET  | Stade toulousain      | USA Perpignan         | 37 - 15             | Stade Ernest-Wallon             | Canal+ Décalé (multiplex), Rugby+ | 10e journée de Top 14             | 1er        |
| 27 novembre 2021  | 21:05 CET  | Stade toulousain      | CA Brive              | 18 - 11             | Stade Ernest-Wallon             | Canal+                            | 11e journée de Top 14             | 1er        |
| 4 décembre 2021   | 21:05 CET  | Union Bordeaux Bègles | Stade toulousain      | 17 - 7              | Stade Chaban-Delmas             | Canal+                            | 12e journée de Top 14             | 2e         |
| 11 décembre 2021  | 14:00 CET  | Cardiff Rugby         | Stade toulousain      | 7 - 39              | Cardiff Arms Park               | beIN Sports 1                     | 01re journée d'ERCC1              | 1er        |
| Annulé            | -          | Stade toulousain      | Wasps                 | 0 - 0               | Stade Ernest-Wallon             | -                                 | 02e journée d'ERCC1               | 4e         |
| Reporté           | -          | Stade toulousain      | Stade français        |                     | Stadium de Toulouse             | -                                 | 13e journée de Top 14             | 2e         |
| 1er janvier 2022  | 21:00 CET  | ASM Clermont          | Stade toulousain      | 16 - 13             | Stade Marcel-Michelin           | Canal+                            | 14e journée de Top 14             | 2e         |
| Reporté           | -          | Stade toulousain      | Montpellier HR        |                     | Stade Ernest-Wallon             | -                                 | 15e journée de Top 14             | 2e         |
| 15 janvier 2022   | 14:00 CET  | Wasps                 | Stade toulousain      | 30 - 22             | Coventry Building Society Arena | beIN Sports 2                     | 03e journée d'ERCC1               | 7e         |
| Annulé            | -          | Stade toulousain      | Cardiff Rugby         | 0 - 28 (tapis vert) | Stade Ernest-Wallon             | -                                 | 04e journée d'ERCC1               | 7e         |
| 29 janvier 2022   | 21:05 CET  | Stade toulousain      | Racing 92             | 15 - 20             | Stade Ernest-Wallon             | Canal+                            | 16e journée de Top 14             | 4e         |
| 5 février 2022    | 15:00 CET  | USA Perpignan         | Stade toulousain      | 36 - 13             | Stade Aimé-Giral                | Canal+                            | 17e journée de Top 14             | 5e         |
| 11 février 2022   | 21:00 CET  | Stade toulousain      | Stade français        | 28 - 29             | Stadium de Toulouse             | Canal+                            | 13e journée de Top 14             | 6e         |
| 19 février 2022   | 15:00 CET  | Section paloise       | Stade toulousain      | 27 - 22             | Stade du Hameau                 | Canal+                            | 18e journée de Top 14             | 6e         |
| 27 février 2022   | 21:05 CET  | Stade toulousain      | Union Bordeaux Bègles | 12 - 11             | Stade Ernest-Wallon             | Canal+                            | 19e journée de Top 14             | 6e         |
| 6 mars 2022       | 21:05 CET  | Stade français        | Stade toulousain      | 23 - 16             | Stade Jean-Bouin                | Canal+                            | 20e journée de Top 14             | 7e         |
| 20 mars 2022      | 21:00 CET  | Stade toulousain      | Montpellier HR        | 35 - 10             | Stade Ernest-Wallon             | Canal+                            | 15e journée de Top 14             | 5e         |
| 27 mars 2022      | 21:05 CEST | Stade toulousain      | Lyon OU               | 27 - 19             | Stade Ernest-Wallon             | Canal+                            | 21e journée de Top 14             | 3e         |
| 2 avril 2022      | 15:00 CEST | Castres olympique     | Stade toulousain      | 19 - 13             | Stade Pierre-Fabre              | Canal+                            | 22e journée de Top 14             | 5e         |
| 9 avril 2022      | 16:15 CEST | Stade toulousain      | Ulster Rugby          | 20 - 26             | Stadium de Toulouse             | France 2, beIN Sports 1           | Huitième de finale aller d'ERCC1  | —          |
| 16 avril 2022     | 21:00 CEST | Ulster Rugby          | Stade toulousain      | 23 - 30             | Kingspan Stadium                | beIN Sports 1                     | Huitième de finale retour d'ERCC1 | Qualifié   |
| 23 avril 2022     | 21:05 CEST | RC Toulon             | Stade toulousain      | 19 - 15             | Stade Vélodrome                 | Canal+                            | 23e journée de Top 14             | 6e         |
| 30 avril 2022     | 21:05 CEST | Stade toulousain      | Stade rochelais       | 23 - 16             | Stadium de Toulouse             | Canal+                            | 24e journée de Top 14             | 6e         |
| 7 mai 2022        | 16:00 CEST | Munster Rugby         | Stade toulousain      | 24 - 24 (t. a. b.)  | Aviva Stadium                   | France 2, beIN Sports 1           | Quart de finale d'ERCC1           | Qualifié   |
| 14 mai 2022       | 16:00 CEST | Leinster Rugby        | Stade toulousain      | 40 - 17             | Aviva Stadium                   | France 2, beIN Sports 1           | Demi-finale d'ERCC1               | Éliminé    |
| 21 mai 2022       | 21:05 CEST | CA Brive              | Stade toulousain      | 8 - 26              | Stade Amédée-Domenech           | Canal+                            | 25e journée de Top 14             | 6e         |
| 5 juin 2022       | 21:05 CEST | Stade toulousain      | Biarritz olympique    | 80 - 7              | Stade Ernest-Wallon             | Canal+ (multiplex), C8            | 26e journée de Top 14             | 4e         |
| 11 juin 2022      | 21:05 CEST | Stade toulousain      | Stade rochelais       | 33 - 28             | Stade Ernest-Wallon             | Canal+                            | Barrage                           | Qualifié   |
| 17 juin 2022      | 21:05 CEST | Castres olympique     | Stade toulousain      | 24 - 18             | Allianz Riviera                 | Canal+                            | Demi-finale                       | Éliminé    |

### Phase qualificative: évolution du classement de Top 14
Pour des raisons techniques, il est temporairement impossible d'afficher le graphique qui aurait dû être présenté ici.

### Classement Top 14
| Rang | Club                  | J  | V  | N | D  | Bo | Bd | Pm  | Pe  | Diff | Pts |
| ---- | --------------------- | -- | -- | - | -- | -- | -- | --- | --- | ---- | --- |
| 1    | Castres olympique     | 26 | 17 | 1 | 8  | 5  | 1  | 565 | 529 | +36  | 76  |
| 2    | Montpellier HR        | 26 | 15 | 2 | 9  | 4  | 6  | 619 | 503 | +116 | 74  |
| 3    | Union Bordeaux Bègles | 26 | 15 | 1 | 10 | 5  | 5  | 610 | 484 | +126 | 72  |
| 4    | Stade toulousain      | 26 | 15 | 0 | 11 | 6  | 5  | 638 | 432 | +206 | 71  |
| 5    | Stade rochelais       | 26 | 15 | 0 | 11 | 6  | 5  | 640 | 466 | +174 | 71  |
| 6    | Racing 92             | 26 | 16 | 0 | 10 | 4  | 2  | 661 | 568 | +93  | 70  |
| 7    | ASM Clermont          | 26 | 14 | 0 | 12 | 6  | 4  | 649 | 557 | +92  | 66  |
| 8    | RC Toulon             | 26 | 13 | 2 | 11 | 4  | 5  | 572 | 504 | +68  | 65  |
| 9    | Lyon OU               | 26 | 13 | 0 | 13 | 6  | 6  | 637 | 558 | +79  | 64  |
| 10   | Section paloise       | 26 | 11 | 1 | 14 | 1  | 3  | 568 | 664 | -96  | 50  |
| 11   | Stade français Paris  | 26 | 11 | 0 | 15 | 2  | 4  | 544 | 651 | -107 | 50  |
| 12   | CA Brive              | 26 | 9  | 1 | 16 | 4  | 4  | 453 | 631 | -178 | 46  |
| 13   | USA Perpignan P       | 26 | 9  | 0 | 17 | 2  | 5  | 491 | 664 | -173 | 43  |
| 14   | Biarritz olympique P  | 26 | 5  | 0 | 21 | 1  | 3  | 449 | 885 | -436 | 24  |

### Phases finales
Après avoir terminé quatrième au classement général, les Toulousains se qualifient donc pour les phases finales mais doivent passer par un tour de barrage avant d'accéder aux demi-finales. Ils reçoivent à Ernest-Wallon le Stade rochelais, cinquième de la phase régulière. Le Stade toulousain s'impose 33 à 28 et se qualifie en demi-finale où il doit affronter le Castres olympique. Face à Castres, les Toulousains sont battus 24 à 18 et sont donc éliminés, ils n'accèdent pas à la finale.
Barrages
| 11 juin 2022 21 h 5 | Stade toulousain | 33 - 28 (21-7) | Stade rochelais | Stade Ernest-Wallon, Toulouse Arbitre : Romain Poite |
| 11 juin 2022 21 h 5 | Essai(s) : 4 Fouyssac (8e), Dupont (13e), Mallia (62e), Ntamack (69e) Transformation(s) : 2 Ramos (9e, 70e) Pénalité(s) : 3 Ramos (18e, 29e, 36e) | Rapport        | Essai(s) : 4 Liebenberg (25e), Alldritt (56e), Bourgarit (79e), Favre (80e+1) Transformation(s) : 4 West (26e, 57e, 80e, 80e+1) | Stade Ernest-Wallon, Toulouse Arbitre : Romain Poite |
| 11 juin 2022 21 h 5 | | Rapport        | | Stade Ernest-Wallon, Toulouse Arbitre : Romain Poite |

Demi-finale
| 17 juin 2022 21 h 5 | Castres olympique | 24 - 18 (9-10) | Stade toulousain | Allianz Riviera, Nice Arbitre : Ludovic Cayre |
| 17 juin 2022 21 h 5 | Essai(s) : 2 Arata (43e), Dumora (77e) Transformation(s) : 2 Urdapilleta (44e) Pénalité(s) : 4 Urdapilleta (21e, 27e, 40e+1, 70e) | Rapport        | Essai(s) : 2 Lebel (2e), Ntamack (47e) Transformation(s) : 1 Ramos (3e) Pénalité(s) : 2 Ramos (17e, 60e) Carton(s) jaune(s) : Ro. Arnold (21e), Marchand (38e) | Allianz Riviera, Nice Arbitre : Ludovic Cayre |
| 17 juin 2022 21 h 5 | | Rapport        | | Allianz Riviera, Nice Arbitre : Ludovic Cayre |

### Coupe d'Europe 2021-2022
| 1re journée 11 décembre 2021 14 h 00 | Cardiff Rugby                                                                                   | 7 - 39 (7 - 20) | Stade toulousain | Cardiff Arms Park, Cardiff 10 107 spectateurs Arbitre : Karl Dickson |
| 1re journée 11 décembre 2021 14 h 00 | Essai(s) : 1 Adams (19e) Transformation(s) : 1 Tovey (20e) Carton(s) rouge(s) : 1 Beetham (75e) | Rapport         | Essai(s) : 5 Jelonch (23e), Ahki (37e), Dupont (55e), Bonneval (65e), Tekori (74e) Transformation(s) : 4 Ntamack (24e, 38e, 58e, 76e) Pénalité(s) : 2 Ntamack (7e, 15e) | Cardiff Arms Park, Cardiff 10 107 spectateurs Arbitre : Karl Dickson |
| 1re journée 11 décembre 2021 14 h 00 |                                                                                                 | Rapport         | | Cardiff Arms Park, Cardiff 10 107 spectateurs Arbitre : Karl Dickson |

| 2e journée 19 décembre 2021 | Stade toulousain | Annulé (0 - 0) | Wasps | Stade Ernest-Wallon, Toulouse |
| 2e journée 19 décembre 2021 | Rapport          |                |       | Stade Ernest-Wallon, Toulouse |
| 2e journée 19 décembre 2021 |                  |                |       | Stade Ernest-Wallon, Toulouse |

| 3e journée 15 janvier 2022 14 h 00 | Wasps | 30 - 22 (14 - 10) | Stade toulousain | Coventry Building Society Arena, Coventry Arbitre : Chris Busby |
| 3e journée 15 janvier 2022 14 h 00 | Essai(s) : 3 Alo (18e), Shields (22e), Barbeary (68e) Transformation(s) : 3 Gopperth (18e, 24e, 68e) Pénalité(s) : 2 Gopperth (42e, 55e, 79e) | Rapport           | Essai(s) : 3 Cros (1re), Mauvaka (60e), Tafili (80e+1) Transformation(s) : 2 Ramos (2e, 80e+3) Pénalité(s) : 1 Ramos (33e) Carton(s) rouge(s) : 1 Jelonch (54e) | Coventry Building Society Arena, Coventry Arbitre : Chris Busby |
| 3e journée 15 janvier 2022 14 h 00 | | Rapport           | | Coventry Building Society Arena, Coventry Arbitre : Chris Busby |

| 4e journée 22 janvier 2022 | Stade toulousain | Annulé (0 - 28 (tapis vert) | Cardiff Rugby | Stade Ernest-Wallon, Toulouse |
| 4e journée 22 janvier 2022 |                  |                             |               | Stade Ernest-Wallon, Toulouse |
| 4e journée 22 janvier 2022 |                  |                             |               | Stade Ernest-Wallon, Toulouse |

Phase finale
| Huitième de finale aller 9 avril 2022 16 h 15 | Stade toulousain | 20 - 26 (13 - 7) | Ulster                                                                                              | Stadium de Toulouse, Toulouse 27 760 spectateurs Arbitre : Wayne Barnes |
| Huitième de finale aller 9 avril 2022 16 h 15 | Essai(s) : 2 Meafou (6e), Ntamack (79e) Transformation(s) : 2 Ramos (7e, 79e) Pénalité(s) : 2 Ramos (17e, 40e) Carton(s) rouge(s) : 1 Mallía (10e) | Rapport          | Essai(s) : 4 Baloucoune (12e, 44e, 66e), Warwick (58e) Transformation(s) : 3 Cooney (13e, 59e, 67e) | Stadium de Toulouse, Toulouse 27 760 spectateurs Arbitre : Wayne Barnes |
| Huitième de finale aller 9 avril 2022 16 h 15 | | Rapport          | | Stadium de Toulouse, Toulouse 27 760 spectateurs Arbitre : Wayne Barnes |

| Huitième de finale retour 16 avril 2022 21 h 00 | Ulster | 23 - 30 (20 - 17) | Stade toulousain | Kingspan Stadium, Belfast 16 866 spectateurs Arbitre : Matthew Carley |
| Huitième de finale retour 16 avril 2022 21 h 00 | Essai(s) : 2 McIlroy (10e, 37e) Transformation(s) : 2 Cooney (11e, 39e) Pénalité(s) : 3 Cooney (18e, 52e, 68e) Carton(s) jaune(s) : 1 Baloucoune (2e) Carton(s) rouge(s) : 1 O'Toole (64e) | Rapport           | Essai(s) : 3 Ramos (21e), Ntamack (26e), Dupont (74e) Transformation(s) : 3 Ramos (22e, 27e, 75e) Pénalité(s) : 3 Ramos (1re, 13e, 63e) Carton(s) jaune(s) : 1 Delibes (5e) | Kingspan Stadium, Belfast 16 866 spectateurs Arbitre : Matthew Carley |
| Huitième de finale retour 16 avril 2022 21 h 00 | | Rapport           | | Kingspan Stadium, Belfast 16 866 spectateurs Arbitre : Matthew Carley |

| Quart de finale 7 mai 2022 16 h 00 | Munster | 24 - 24 ap 2/5 - 4/4tab (14 - 14) | Stade toulousain | Aviva Stadium, Dublin 40 476 spectateurs Arbitre : Luke Pearce |
| Quart de finale 7 mai 2022 16 h 00 | Essai(s) : 3 Kendellen (9e), Earls (38e), Haley (43e) Transformation(s) : 3 Carbery (9e, 39e, 44e) Pénalité(s) : 1 Carbery (56e) | Rapport                           | Essai(s) : 3 Ntamack (11e), Lebel (25e, 66e) Transformation(s) : 3 Ramos (12e, 26e, 66e) Pénalité(s) : 1 Ramos (75e) Carton(s) jaune(s) : 1 Arnold (50e | Aviva Stadium, Dublin 40 476 spectateurs Arbitre : Luke Pearce |
| Quart de finale 7 mai 2022 16 h 00 | | Rapport                           | | Aviva Stadium, Dublin 40 476 spectateurs Arbitre : Luke Pearce |

| Demi-finale 14 mai 2022 16 h 00 | Leinster | 40 - 17 (32 - 10) | Stade toulousain | Aviva Stadium, Dublin 42 076 spectateurs Arbitre : Karl Dickson |
| Demi-finale 14 mai 2022 16 h 00 | Essai(s) : 4 Lowe (14e, 49e), Van der Flier (19e), Keenan (78e) Transformation(s) : 4 Sexton (16e, 20e, 51e), Byrne (78e) Pénalité(s) : 4 Sexton (4e, 12e, 33e), Byrne (73e) | Rapport           | Essai(s) : 2 Dupont (6e), Tolofua (64e) Transformation(s) : 2 Ramos (7e, 65e) Pénalité(s) : 2 Ramos (24e) Carton(s) jaune(s) : 1 Meafou (36e) | Aviva Stadium, Dublin 42 076 spectateurs Arbitre : Karl Dickson |
| Demi-finale 14 mai 2022 16 h 00 | | Rapport           | | Aviva Stadium, Dublin 42 076 spectateurs Arbitre : Karl Dickson |

## Statistiques

### Championnat de France

#### Meilleurs réalisateurs
| Rang | Joueur           | Poste            | Points | Essais | Transf. | Pén. | Drops |
| ---- | ---------------- | ---------------- | ------ | ------ | ------- | ---- | ----- |
| 1    | Thomas Ramos     | Arrière          | 220    | 3      | 32      | 46   | 1     |
| 2    | Zack Holmes      | Centre           | 64     | 1      | 7       | 15   | 0     |
| 3    | Romain Ntamack   | Demi d'ouverture | 50     | 6      | 7       | 2    | 0     |
| 4    | Juan Cruz Mallía | Centre           | 35     | 7      | 0       | 0    | 0     |

#### Meilleurs marqueurs
| Rang | Joueur              | Poste                  | Essais |
| ---- | ------------------- | ---------------------- | ------ |
| 1    | Juan Cruz Mallía    | Ailier                 | 7      |
| 2    | Antoine Dupont      | Demi de mêlée          | 6      |
| -    | Matthis Lebel       | Ailier                 | 6      |
| -    | Romain Ntamack      | Demi d'ouverture       | 6      |
| 5    | Maxime Médard       | Arrière                | 5      |
| 6    | Anthony Jelonch     | Troisième ligne aile   | 4      |
| -    | Selevasio Tolofua   | Troisième ligne centre | 4      |
| -    | Peato Mauvaka       | Talonneur              | 4      |
| -    | Thomas Ramos        | Arrière                | 4      |
| 10   | Dimitri Delibes     | Ailier                 | 3      |
| -    | Rory Arnold         | Deuxième ligne         | 3      |
| 12   | Arthur Bonneval     | Ailier                 | 2      |
| -    | Antoine Miquel      | Troisième ligne aile   | 2      |
| -    | Guillaume Cramont   | Talonneur              | 2      |
| -    | Lucas Tauzin        | Centre                 | 2      |
| -    | Emmanuel Meafou     | Deuxième ligne         | 2      |
| -    | Pierre Fouyssac     | Centre                 | 2      |
| 18   | Zack Holmes         | Centre                 | 1      |
| -    | Alban Placines      | Troisième ligne aile   | 1      |
| -    | Tim Nanai-Williams  | Demi d'ouverture       | 1      |
| -    | Cyril Baille        | Pilier                 | 1      |
| -    | François Cros       | Troisième ligne aile   | 1      |
| -    | Santiago Chocobares | Centre                 | 1      |
| -    | Martin Page-Relo    | Demi de mêlée          | 1      |
| -    | Baptiste Germain    | Demi de mêlée          | 1      |
| -    | Richie Arnold       | Deuxième ligne         | 1      |
| -    | Thibaud Flament     | Deuxième ligne         | 1      |
| -    | Julien Marchand     | Talonneur              | 1      |
| -    | Iosefa Tekori       | Deuxième ligne         | 1      |
| -    | Nelson Épée         | Ailier                 | 1      |

### Coupe d'Europe

#### Meilleurs réalisateurs
| Rang | Joueur         | Poste            | Points | Essais | Transf. | Pén. | Drops |
| ---- | -------------- | ---------------- | ------ | ------ | ------- | ---- | ----- |
| 1    | Thomas Ramos   | Arrière          | 48     | 1      | 11      | 7    | 0     |
| 2    | Romain Ntamack | Demi d'ouverture | 31     | 3      | 5       | 2    | 0     |

#### Meilleurs marqueurs
| Rang | Joueur            | Poste                  | Essais |
| ---- | ----------------- | ---------------------- | ------ |
| 1    | Romain Ntamack    | Demi d'ouverture       | 3      |
| -    | Antoine Dupont    | Demi de mêlée          | 3      |
| 3    | Matthis Lebel     | Arrière                | 2      |
| 4    | Anthony Jelonch   | Troisième ligne aile   | 1      |
| -    | Arthur Bonneval   | Ailier                 | 1      |
| -    | Iosefa Tekori     | Deuxième ligne         | 1      |
| -    | Pita Ahki         | Centre                 | 1      |
| -    | François Cros     | Troisième ligne aile   | 1      |
| -    | Peato Mauvaka     | Talonneur              | 1      |
| -    | Paulo Tafili      | Pilier                 | 1      |
| -    | Emmanuel Meafou   | Deuxième ligne         | 1      |
| -    | Thomas Ramos      | Arrière                | 1      |
| -    | Selevasio Tolofua | Troisième ligne centre | 1      |

## Sélections internationales
Thibaud Flament et Matthis Lebel connaissent leur première sélection internationale au cours de la saison.
| Joueur              | Poste                  | Pays           | Compétitions            | Compétitions            | Compétitions | Compétitions | Sélections (points) |
| Joueur              | Poste                  | Pays           | Rugby Championship 2021 | Qualifications RWC 2023 | Test match   | Tournoi 2022 | Sélections (points) |
| ------------------- | ---------------------- | -------------- | ----------------------- | ----------------------- | ------------ | ------------ | ------------------- |
| Santiago Chocobares | Centre                 | Argentine      | Oui                     | Non                     | Non          | Non          | 6 (0)               |
| Juan Cruz Mallía    | Arrière                | Argentine      | Oui                     | Non                     | Oui          | Non          | 7 (0)               |
| David Ainu'u        | Pilier                 | États-Unis     | Non                     | Oui                     | Non          | Non          | 5 (0)               |
| Cyril Baille        | Pilier                 | France         | Non                     | Non                     | Oui          | Oui          | 7 (5)               |
| Peato Mauvaka       | Talonneur              | France         | Non                     | Non                     | Oui          | Oui          | 10 (25)             |
| Julien Marchand     | Talonneur              | France         | Non                     | Non                     | Oui          | Oui          | 7 (0)               |
| Thibaud Flament     | Deuxième ligne         | France         | Non                     | Non                     | Oui          | Oui          | 9 (5)               |
| Anthony Jelonch     | Troisième ligne aile   | France         | Non                     | Non                     | Oui          | Oui          | 8 (5)               |
| François Cros       | Troisième ligne aile   | France         | Non                     | Non                     | Oui          | Oui          | 8 (5)               |
| Selevasio Tolofua   | Troisième ligne centre | France         | Non                     | Non                     | Oui          | Non          | 1 (0)               |
| Antoine Dupont      | Demi de mêlée          | France         | Non                     | Non                     | Oui          | Oui          | 8 (10)              |
| Romain Ntamack      | Demi d'ouverture       | France         | Non                     | Non                     | Oui          | Oui          | 8 (7)               |
| Matthis Lebel       | Ailier                 | France         | Non                     | Non                     | Oui          | Oui          | 4 (10)              |
| Thomas Ramos        | Arrière                | France         | Non                     | Non                     | Non          | Oui          | 3 (0)               |
| Rory Arnold         | Deuxième ligne         | Australie      | Non                     | Non                     | Oui          | Non          | 3 (0)               |
| Rynhardt Elstadt    | Troisième ligne aile   | Afrique du Sud | Non                     | Non                     | Oui          | Non          | 1 (0)               |

## Transferts inter-saison 2022

### Départs
Tout d'abord, Iosefa Tekori, Maxime Médard et Alexi Balès prennent leur retraite sportive à l'issue de la saison 2021-2022.
Rory Arnold, en fin de contrat, quitte le Stade toulousain après trois saisons passées au club et rejoint le club japonais des Hino Red Dolphins,. Les deux joueurs formés au club, Paulo Tafili et Thibaut Hamonou, rejoignent respectivement le Lyon OU et la Section paloise. Ce dernier était prêté à Pau la saison passée et intègre définitivement l'effectif palois durant la saison 2022-2023.
Enfin, Zack Holmes, en fin de contrat, rejoint l'Union Bordeaux Bègles pour remplacer François Trinh-Duc parti à la retraite. De même pour Antoine Miquel qui rejoint également le club girondin, malgré une offre de prolongation, où il remplace Louis Picamoles également partié à la retraite.

### Arrivées
Alexandre Roumat arrive en provenance de l'UBB et fait le chemin inverse de Miquel qu'il remplace. Il s'engage pour trois saisons, soit jusqu'en 2025. Le demi de mêlée Paul Graou est recruté pour compenser le départ de Balès et signe un contrat allant jusqu'en 2024.

Les deux internationaux français Pierre-Louis Barassi et Melvyn Jaminet rejoignent également le club toulousain et s'engagent jusqu'en 2025,. Un autre international, l'Italien Ange Capuozzo signe au Stade toulousain pour trois saisons.

## Récompenses individuelles
- Meilleur joueur du tournoi des Six Nations : Antoine Dupont[38]
- Nuit du rugby :
  - Meilleur joueur international français : Antoine Dupont
- Oscars du Midi olympique[39] :
  -  Oscar Monde 2022 : Antoine Dupont
  -  Oscar d'or 2022 : Antoine Dupont
  -  Oscar de bronze 2022 : Romain Ntamack